# St. Corona (Altenkirchen)

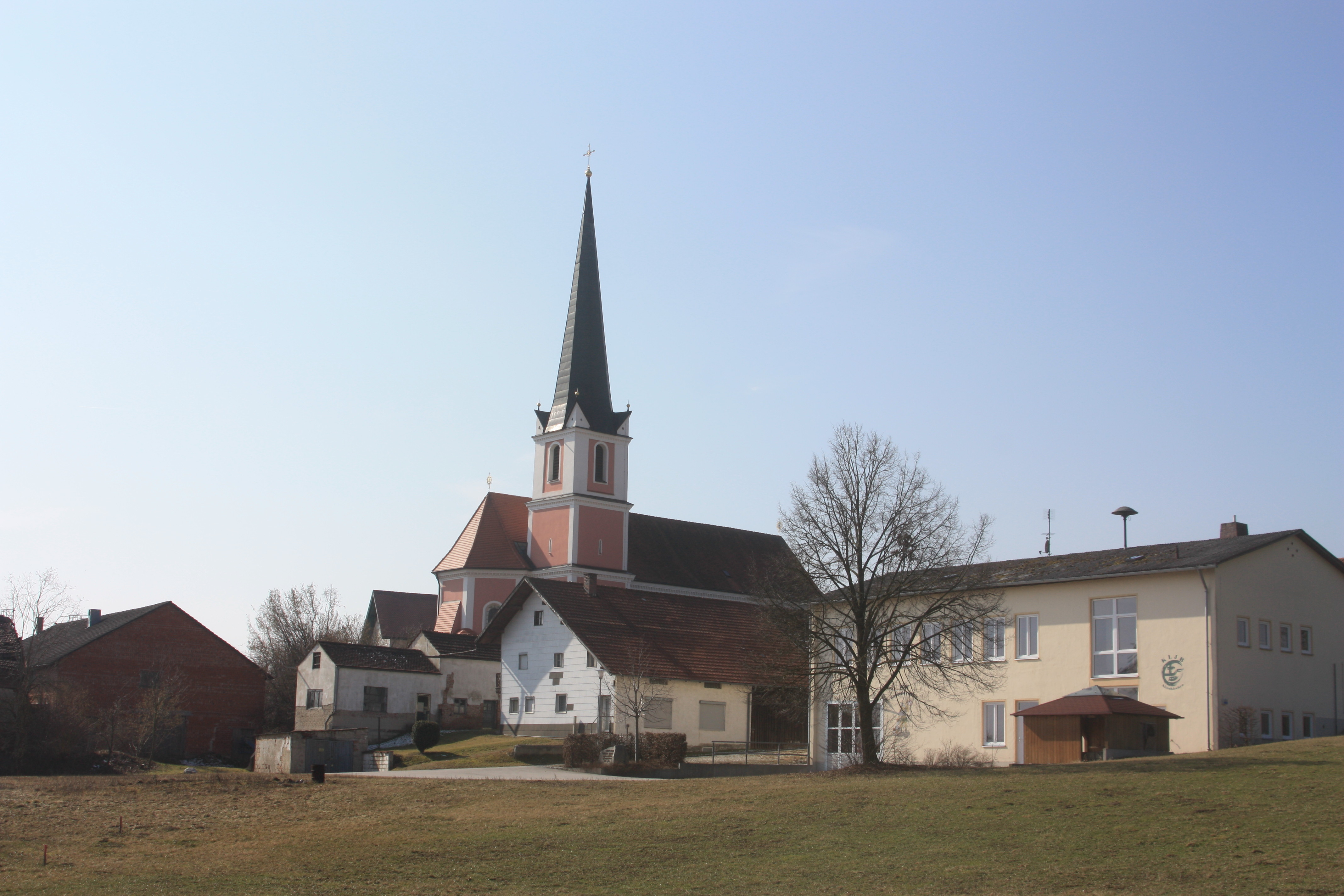
St. Corona in Altenkirchen

Die römisch-katholische Filialkirche St. Corona steht in Altenkirchen, einem Gemeindeteil des Marktes Frontenhausen im niederbayerischen Landkreis Dingolfing-Landau. Sie ist in der Liste der Baudenkmäler in Frontenhausen unter der Nr. D-2-79-115-28 eingetragen. Die Kirche gehört zum Dekanat Dingolfing-Eggenfelden im Bistum Regensburg.

## Beschreibung
Die Wandpfeilerkirche wurde in den Jahren 1622 bis 1631 in der Zeit der Spätrenaissance erbaut. Sie besteht aus dem Langhaus zu drei Jochen, dem eingezogenen, dreiseitig geschlossenen Chor im Osten und dem dreigeschossigen Chorflankenturm mit spitzem Helm an der Nordwand des Chors. Das Langhaus wurde 1862 um ein Joch erweitert, über dem sich die Empore befindet und an dem nach Süden ein Vorbau mit dem Portal angefügt ist. 
Die Kirchenausstattung stammt aus der Bauzeit. Im Retabel des Hochaltars ist in einem Gemälde aus dem Jahr 1626 das Martyrium der Kirchenpatronin, der heiligen Corona, dargestellt.

## Orgel
Die Orgel mit fünf Registern auf einem Manual und Pedal wurde 1912 von Ludwig Edenhofer in einem Gehäuse aus der Zeit um 1730 erbaut. Die Disposition des pneumatischen Kegelladen-Instruments lautet:
| Manual C–f3      |    |
| Geigenprincipal  | 8′ |
| Salicional       | 8′ |
| Lieblich Gedeckt | 8′ |
| Octav            | 4′ |

| Pedal C–d1 |     |
| Subbaß     | 16′ |

- Koppel: M/P